# Dar es Salaam (region)

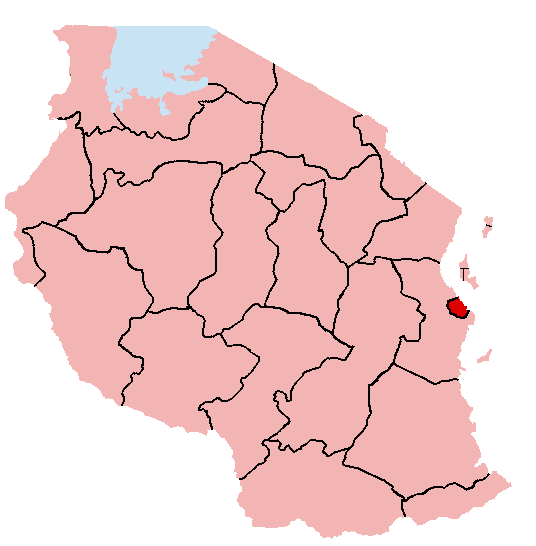
Region Dar es Salaam na mapie Tanzanii

Dar es Salaam jeden z 26 regionów (jednostka podziału administracyjnego) Tanzanii o powierzchni 1 393 km². Stolicą jest miasto Dar es Salaam.
Region podzielony jest na 3 dystrykty:
- Ilala
- Kinondoni
- Temeke